# Martin Fehérváry
Martin Fehérváry, född 6 oktober 1999 i Bratislava, är en slovakisk professionell ishockeyspelare som är kontrakterad till NHL-klubben Washington Capitals och spelar utlånad till HV71 i SHL. 
Hans moderklubb är SHK Hodonín.
Fehérváry valdes i andra rundan, som 46:e spelare totalt, i NHL-draften 2018 av Washington Capitals.
Han skrev på ett treårigt entry level-kontrakt med Capitals den 1 juli 2018.